# 包尾
包尾，是臺灣南投縣南投市的一個傳統地域名稱，位於該市東南部。相較於今日行政區，其範圍大致包括平和里、軍功里西南端、三和里東部邊界地帶、振興里不含東北部、千秋里不含東南部及西部南側凸出部分、嘉興里東北部凸出部分（千秋路以北、府南二路以東）。

## 歷史
台灣清治末期至日治初期，包尾地區為一街庄，稱為「包尾庄」，隸屬於南投堡。該庄北與軍功藔庄為鄰，東與分水藔庄、二重溪庄為鄰，南邊為番仔藔庄，西邊為茄苳腳庄、三塊厝庄、南投街、牛運堀庄。
1901年（日治明治三十四年）11月，全台廢縣廳改設二十廳，該庄隸屬於南投廳。1903年（明治三十六年）6月，該庄編入「南投區」，隸屬於南投廳。1909年（明治四十二年）10月，合併二十廳為十二廳，南投區仍隸屬於南投廳。1920年（大正九年），全台地方制度大改正，廢十二廳改設五州二廳，該庄改制為「包尾」大字，隸屬於臺中州南投郡南投街。
戰後南投街改制為南投鎮，隸屬於臺中縣，大字亦改制為里。1950年10月，中、彰、投分治，南投鎮改隸屬南投縣。1981年，南投鎮升格為南投市。

## 聚落
本地區發展較早的聚落有菓稟、下庄仔（東部）、包尾、白鷺厝、千秋斗、公埔、月眉等，在日治期初期的官方地圖上已有記載。此外，本地區尚有育樂新村、光華新村等聚落。

## 交通
國道3號又稱「福爾摩沙高速公路」，是貫穿台灣西部的兩條縱向高速公路之一，大致先以西北—東南蜿蜒經過包尾地區北部及中部偏東地帶，再以北北東—南南西走向蜿蜒經過本地區東南部凸出部分，並於本地區與東鄰二重溪交界地帶設有南投服務區。北側最近的交流道是福崗路一段交會處的南投交流道，南側最近的是名間交流道。由此等可快速前往台灣南北各地，或於北側的中興系統交流道轉省道台76線以前往彰化平原。福崗路一段位於本地區西北鄰的牛運堀與半山交界地帶，可通往省道台3甲線與台3線。
省道台3線（南崗二路～一路、彰南路一段）俗稱「內山公路」，是臺北至屏東的平面幹道，大致以北北西—南南東走向蜿蜒經過本地區西部邊界外不遠處的南投市區西側，其間經過省道台14乙線終點路口、省道台3甲線終點路口。由該道路向北北西經省道台14丁線路口後繞彎道轉東北經省道台14乙線立體交叉路口、國道3號高架橋下後可前往草屯、霧峰、大里、台中市區等地；向南南東轉南可前往名間、竹山、林內、斗六等地。
省道台3甲線（彰南路二段～一段）是草屯至南投五塊厝的幹道，其南側端點位於本地區西鄰茄苳腳北部的省道台3線路口。由此向北過省道台14乙線路口後蜿蜒行經三塊厝東南部凸出部分、南投市區再轉北北西可前往牛運堀、半山、林子，其後於省道台14丁線終點路口轉東北經國道3號高架橋下後可續前往營盤口、山腳、山腳與林子頭交界地帶、草屯市區、番子田與牛屎崎交界地帶並止於省道台3線另一路口。
省道台14乙線（中興路）是芬園至南投五塊厝的幹道，大致以東北—西南走向由本地區北部中央偏西地帶入境後，經國道3號高架橋下後於接近本地區西部邊界處轉南微東，其後再轉西南西出境。由該道路向東北可經軍功寮轉西北再轉北以前往內轆、營盤口、山腳南部、國道3號中興交流道、月眉厝、新庄西部的北投舊街聚落、石頭埔、下茄荖並止於省道台14線路口；向西南西可前往三塊厝東部凸出部分南側、省道台3甲線路口以前往茄苳腳北側並止於省道台3線路口。
縣道139號（民族路、南陽路、平和街、南鄉路）是彰化至鹿谷初鄉的道路，大致以西南西—東北東走向由本地區西部邊界北側入境後，轉南南東再轉東南，經省道台12乙線後續行以至出境。由該道路向西南西可經南投市區至橫山聚落北郊的縣道139乙線起點路口轉北以前往芬園與員林／大村／花壇交界地帶、花壇與彰化交界地帶、彰化市區並止於省道台1線路口；向東南可前往中寮、集集、鹿谷並止於縣道151號路口。
鄉道投25線（府南二路、千秋路、千秋路217巷）是南投至名間的道路，其北側端點位於本地區西鄰三塊厝境內東南端的省道台14乙線路口。由此向南南東出三塊厝後，大致沿本地區與茄苳腳交界地帶而行，至千秋路路口轉東北東沿邊界而行，其後轉東南東入境，經白鷺厝聚落至千秋斗聚落西北側轉南蜿蜒而行，出境後可前往番子寮、名間並止於省道台3線路口。
鄉道投25-1線（千秋路）是千秋路至新厝的道路，其西側端點位於本地區南部千秋斗聚落西北側的鄉道投25線路口。由此向東南東轉東北東，經國道3號高架橋下後轉東南東直行，其後轉東北出境可前往二重溪並止於縣道139號路口。

## 學校
- 平和國小
- 千秋國小